# Освобождение животных (книга)
«Освобождение животных. Новая этика нашего обращения с животными» (англ. Animal Liberation: A New Ethics for Our Treatment of Animals) — книга австралийского философа Питера Сингера, опубликованная в 1975 году. В 2021 году она впервые вышла на русском языке в издательстве "Синдбад". Считается библией движения за освобождение животных. Сингер отвергает использование теоретической основы прав, когда дело доходит до человека и животных: вслед за Иеремией Бентамом, он утверждает, что интересы животных следует принимать во внимание из-за их способности испытывать страдания, и что идея прав необязательна для принятия их во внимание. Этические идеи Сингера подпадают под определение биоцентризма. Он популяризировал в книге термин «видовая дискриминация», придуманный Ричардом Райдером для описания эксплуататорского обращения с животными.

## Идеи
Центральной идеей книги является расширение утилитарной идеи о том, что «величайшее благо» — единственная мера хорошего или этического поведения. Сингер утверждает, что нет никаких оснований не применять этот принцип к другим животным. Хотя Сингер отрицает права как моральную концепцию, независимую от его утилитаризма, основанного на интересах, он принимает права, вытекающие из утилитарных принципов, в частности принципа минимизации страданий. Сингер допускает, что права животных не идентичны правам человека: «Очевидно, что между людьми и другими животными есть важные различия, и эти различия должны привести к некоторым различиям в правах».
Сингер выступает против видовой дискриминации — дискриминации по признаку принадлежности существа к определённому виду. Он считает интересы всех существ, способных к страданию, достойными равного принятия во внимание, а меньшее внимание к существам в зависимости от их видовой принадлежности — не более обоснованным, чем дискриминацию по цвету кожи. Он утверждает, что права животных должны быть основаны скорее на их способности чувствовать боль, чем на их интеллекте. В частности, он утверждает, что в то время как животные показывают более низкий интеллект, чем средний человек, многие интеллектуально ограниченные люди показывают более низкие умственные способности, и что некоторые животные иногда демонстрируют признаки интеллекта наравне с человеческими детьми (например, приматы способны к обучению элементам американского языка жестов и другим символическим языкам). Таким образом, интеллект не может быть причиной уделения животным меньшего внимания, чем умственно ограниченным людям. Сингер делает вывод, что наиболее практичным решением является принятие вегетарианской или веганской диеты. Он также осуждает вивисекцию, за исключением случаев, когда польза (в плане улучшения лечения и т. д.) перевешивает вред используемым животным.

## Критика
Ричард Познер в ходе дебатов в журнале Slate заявил про «радикализм этического видения» Сингера, «являющийся основой [его] взгляда на животных, этического видения, которое находит большее значение в здоровой свинье, чем в интеллектуально ограниченном ребёнке, которое отдаёт предпочтение нанесению меньшей боли человеку для предотвращения большей боли собаке, и которое, только при условии наличия у шимпанзе 1 % умственной способности нормального человека, потребует пожертвования человеком для спасения 101 шимпанзе»
Марта Нуссбаум утверждает, что подход «с точки зрения возможностей» обеспечивает более адекватную основу для справедливости, чем утилитаризм. Утилитаризм, по утверждению Нуссбаум, игнорирует адаптивные предпочтения и обособленность разных лиц, не распознает ценные эмоции, такие как горе, и делает расчёт на основе «взвешивания сумм», а не нерушимой защиты собственных прав.
В то же время Ингрид Ньюкирк считает, что книга «навсегда изменила дискуссию о нашем обращении с животными» и «заставила людей — меня в том числе — изменить, что мы едим, что мы носим и как мы воспринимаем животных».

## Издания
Впервые книга была издана в Нью-Йорке в 1975 году, с тех пор несколько раз переиздавалась. Каждое издание сопровождалось предисловием и несколько отличалось от предыдущих, так как автор продолжал редактировать свой труд.

## Личные мотивы
В эссе, озаглавленном «Освобождение животных. Личный взгляд», Сингер описывает причины, приведшие его к принятию взглядов, которые он излагает в «Освобождении животных». Он пишет о том, как в октябре 1969 года прибыл в Оксфорд, а в 1970 обедал с коллегой-аспирантом Ричардом Кешеном, который не ел мясо. Это заинтересовало Сингера, после чего он прочёл книгу Рут Гаррисон «Животные-машины» и статью Рослинд Годлович, которые убедили его стать вегетарианцем и принять страдания животных всерьёз как философскую проблему. Кроме того, Сингер резко осуждает зоофилию, считая её крайней формой жестокого обращения с животными. Он подчеркивает, что такие действия не только нарушают моральные нормы, но и являются формой насилия над существами, неспособными дать согласие, что делает зоофилию глубоко неэтичным поступком.